# Peter Whittingham
Peter Michael Whittingham (ur. 8 września 1984 w Nuneaton, Anglia, zm. 19 marca 2020) – angielski piłkarz występujący na pozycji pomocnika w Cardiff City.